# Poplar Ridge (Alberta)
Pour les articles homonymes, voir Poplar Ridge.
Poplar Ridge est un hameau (hamlet) du Comté de Brazeau, situé dans la province canadienne d'Alberta.

## Démographie
En tant que localité désignée dans le recensement de 2011, Poplar Ridge a une population de 565 habitants dans 186 de ses 194 logements, soit une variation de 0.7% par rapport à la population de 2006. Avec une superficie de 1,684 0 km2, le hameau possède une densité de population de 335,510 7 hab/km2 en 2011.
Concernant le recensement de 2006, Poplar Ridge abritait 561 habitants dans 180 de ses 182 logements. Avec une superficie de 1,684 0 km2, le hameau possédait une densité de population de 333,1 hab/km2 en 2006.